# 坎布里亞鎮區 (明尼蘇達州布盧厄斯縣)
坎布里亞鎮區（英語：Cambria Township）是位於美國明尼蘇達州布盧厄斯縣的一個行政鎮區。

## 地方資料
坎布里亞鎮區的面積為51.00平方千米，當中陸地面積為50.90平方千米，而水域面積為0.10平方千米。根據2020年美國人口普查的數據，當地共有人口255人，而人口密度為每平方千米5人。